# Blauflügelige Sandschrecke
Die Blauflügelige Sandschrecke (Sphingonotus caerulans) ist eine Heuschrecke aus der Familie der Feldheuschrecken (Acrididae). Sie gehört in die Unterfamilie der Ödlandschrecken (Oedipodinae), die überwiegend Arten warmtrockener Lebensräume mit oft bunten Hinterflügeln umfasst. Die Gattung Sphingonotus ist eine der artenreichsten und am weitesten verbreiteten Heuschreckengattungen. Es gibt zahlreiche Arten in ariden Gebieten der Erde. Besonders viele Arten leben im Mediterranraum/Nordafrika, in Zentralasien und Ostasien.

## Merkmale
Die Art ist meist grau oder bräunlich gefärbt mit unterschiedlich ausgeprägter schwarzer Fleckenzeichnung. Damit ist sie in ihren meist vegetationsarmen Lebensräumen hervorragend getarnt. Die Tibiae (Schienen) der Beine sind leicht blau gefärbt. Die Hinterflügel sind leicht hellblau gefärbt. Im Gegensatz zur ähnlichen Blauflügeligen Ödlandschrecke (Oedipoda caerulescens), mit der sie in Mitteleuropa regelmäßig zusammen vorkommt, haben die Hinterflügel der Blauflügeligen Sandschrecke meist keine dunkle Binde. Es kann aber (v. a. in Nordosteuropa) eine rauchgraue Querbinde im Hinterflügel vorhanden sein. So gezeichnete Tiere wurden als Unterart cyanopterus (Charpentier) beschrieben, wobei der Unterartstatus jedoch umstritten ist. Die Art ist zudem schlanker als Oedipoda. Das beste Merkmal zur Unterscheidung beider Gattungen ist die Form des Halsschildes, das bei Sphingonotus vorne sattelförmig verengt ist und keinen erhöhten Mittelkiel aufweist, während es bei Oedipoda deutlich dachförmig erhöht ist. Zudem sind die Hinterschenkel bei Sphingonotus kontinuierlich nach hinten verengt, während sie bei Oedipoda plötzlich auf halber Höhe enger werden.

## Vorkommen
Die Art lebt ausschließlich in wärmebegünstigten Lebensräumen mit nur schütterer Vegetationsdecke. Bereiche, deren Bewuchs 20 % überschreitet, werden gemieden. Ansprüche an die Körnung oder eine besondere Bindung an Sand, wie der Name nahelegen würde, bestehen keine. Vielmehr ist die Art eher in felsigen oder kiesreichen Lebensräumen zu finden. Ähnlich wie andere Ödlandschrecken ist sie vor allem in Felsheiden im Mittelmeergebiet sehr häufig und kann hier sehr hohe Dichten erreichen. Allerdings kommen in diesen Lebensräumen weitere sehr ähnliche Arten der Gattung hinzu. Die nördliche Verbreitungsgrenze liegt in Nordfrankreich, Ostschweden (Öland) und dem Süden Finnlands. In Mittel- und Nordeuropa ist die Art auf vegetationsarme Sonderhabitate beschränkt, in denen der Boden durch ständige Umlagerung vegetationsfrei bleibt (Pionierart offener Lebensräume). In der Naturlandschaft waren dies vor allem die ausgedehnten Schotterflächen der Wildflüsse. In der Kulturlandschaft ist die Art auf vom Menschen vegetationsfrei gehaltene Sekundärhabitate übergegangen, dies sind z. B. Sand- und Kiesgruben, aber auch Güterbahnhöfe. Besonders häufig ist sie auf Truppenübungsplätzen mit ausgedehnten Fahrspuren. Da ihre Primärhabitate in Mitteleuropa beinahe vollständig zerstört sind, ist sie dort heute auf diese sekundären Lebensräume angewiesen.
Seit Beginn der 1980er Jahre zeigt die Art einen auffallenden Habitatwechsel. Sie kommt nun zunehmend auf Bahnanlagen, v. a. Rangier- und Güterbahnhöfen und in Industrieflächen der Schwerindustrie vor. Dieser Übergang wurde zunächst in der Schweiz registriert, inzwischen aber auch im Rhein-Main-Gebiet und im Ruhrgebiet. Hier wird die Art in Landschaften registriert, in denen sie seit Jahrzehnten ausgestorben war oder früher gar nicht nachgewiesen worden war. Vermutlich handelt es sich um eine echte (sekundäre) Arealausweitung von Südwesten her. Dabei kommt der Art ihr ausgezeichnetes Flugvermögen zugute. Eventuell wird sie jedoch auch passiv durch Bahntransporte verbreitet.

## Gefährdung
Der Bestand der Blauflügeligen Sandschrecke ist in Mitteleuropa seit Jahrzehnten rückläufig, weshalb die Art in Deutschland auf der Roten Liste in der Kategorie 2 (stark gefährdet) geführt wird. Bei dieser Einstufung ist allerdings die erst kurz zurückliegende Zunahme von Populationen auf Bahnflächen und Industrieanlagen noch nicht berücksichtigt worden.